# 마일스 데이비스
마일스 듀이 데이비스 3세(영어: Miles Dewey Davis III, 1926년 5월 26일 ~ 1991년 9월 28일)는 미국의 재즈 트럼펫 연주자, 밴드 리더, 그리고 작곡가였다. 그는 재즈와 20세기 음악의 역사에서 가장 영향력 있고 호평을 받은 인물들 중 하나이다. 데이비스는 재즈의 많은 주요 스타일리시한 발전의 선두에 서게 해준 대략 50년의 경력 동안 다양한 음악적 방향을 채택했다.
트럼펫 연주자이자 작곡가로 유명하다. 처음엔 밥 재즈를 연주하며 경력을 쌓았으나, 뒤에 쿨 재즈, 퓨전 재즈 등 새로운 형태의 음악을 선보여 재즈의 장르를 확장시킨 음악인으로 평가받고 있다.

## 생애

### 출생~1950년대
1926년 5월 26일, 미국 일리노이주 알톤에서 태어났고 이듬해에 이스트 세인트루이스로 이사했다. 아버지가 치과의사였기 때문에, 다른 재즈 플레이어보다 매우 유복한 환경에서 자랐다. 어머니는 음악 교사를 하고 있었기 때문에, 그 영향으로 10대 무렵부터 트럼펫에 흥미를 가져 연주 연습을 하기 시작했다. 고교시절에는 지역의 재즈 밴드를 결성하고, 세인트루이스에서 어른들과 밴드로 활약하였다. 당시 세인트루이스에는 아프리카계 미국인의 노동자의 거주구역이 많았기 때문에, 클럽에서의 재즈 라이브가 정기적으로 행해지고 있었다. 그 때문에 마일스는 많은 재즈 플레이어를 보고 배울 수 있었다.
18세에, 찰리 파커가 세인트루이스에 연주하러 왔을 때 우연히 찰리와 연주를 하게 되었다. 이후 줄리어드 음악원에 진학하였으나 자신에게 도움이 되지 않는다는 이유로 학업을 그만두고, 찰리 파커, 맥스 로치 등과 함께 연주하기 시작한다. 1947년에는, 찰리 파커와 맥스 로치의 지원을 받아, 첫 리더 세션을 실시한다. 찰리의 수하로서, 비밥으로부터 캐리어가 시작되었지만, 마일스는 새로운 가능성을 필요로 하여 1948년 편곡가인 길 에반스와 만난다. 길 력을 얻고, 웨스트 코스트 재즈의 영향을 받은 《Birth of Cool (쿨의 탄생)》을 제작하였다. 첫 레코딩이었던 데뷔 앨범은 비평가들에게 호평을 받았고, 이후 길 에반스께 음반을 발표하였다. 1950년대부터, 아트 블래키등과 공동 출연하지만, 마약 문제로 연주 활동에서 멀어진다. 회복한 마일스는, 1953년 프레스티지 레코드에서 발표한 《워킹 (Workin')》이후, 하드 밥의 기수로서 활약하였다. 1954년 12월 24일에는 델로니어스 몽크와 공동 출연하지만, 양자는 음악에 대한 생각이 달랐기 때문에, 이 공동 출연은 일반적으로 싸움 세션이라고 불린다.
1955년에는 존 콜트레인, 레드 갈란드, 폴 챔버스, 필리 조 존스의 멤버로, 제１기 퀸텟을 결성한다. 같은해, 뉴 포트 재즈 페스티벌의 찰리 파커의 추모를 위한 올스타 밴드에 참가하였다. 이 때의 연주가 계기가 되어 컬럼비아 레코드와 계약하였다. 1956년에 이적 후 첫 작품인 《라운드 어바웃 미드나잇(Round About Midnight)》을 발표한다. 한편, 프레스티지와 남겨진 계약을 끝마치기 위해서, 2일간 앨범 4매분의 녹음을 하였다. 24곡 모두 원 테이크로서, 이들은 일반적으로 마라톤 세션이라고 불린다(실제로는 연속 2일간이 아니고, 2회의 세션의 사이에는 약 5개월의 공백이 있었다). 연주는 《워킹(Workin')》 《스티밍(Steamin')》 《릴랙싱(Relaxin')》 《쿠킹(Cookin')》 4개의 앨범에 수록되었고 프레스티지는 이 4매를 매년 1매씩 4년에 걸쳐 발매했다.
또, 1957년에는 파리에 건너가, 현지의 재즈맨과 함께, 영화 <<사형대의 엘리베이터>>의 음악을 러쉬에 맞추어 즉흥연주로 제작하였다. 1958년에 캐논볼 애덜리를 더하여, 밴드는 섹스텟(6인 편성)이 되었다. 같은 해 캐논볼의 《섬씽 엘스》에 참가하였다. 또, 레드 갈란드가 탈퇴했기 때문에, 피아노에 빌 에번스를 맞이한다. 빌은 밴드에 클래식 음악(특히 라벨, 라흐마니노프) 이론을 접목해 마일스에 영향을 주었다. 그러나 흑인 피아니스트를 고용하지 않았다는 이유로 흑인 팬으로부터 인종차별 문제가 제기되어 빌은(당시 빌은 유일한 백인 멤버였다)가입한 지 7개월 만에 탈퇴하였다. 그 후 빌을 특별히 복귀시켜, 마일스의 대표작 중의 하나인 《Kind of Blue》를 제작. 모드적인 재즈방법론을 나타내었다.

### 1960년대
1960년에는 존 콜트레인이 그룹을 탈퇴하고, 다른 멤버도 수시로 교체된다. 이때부터 한동안 멤버는 고정되지 않고(이 시기 소니 롤린스나, J.J.존슨 등과 다시 공동 출연하였다), 눈에 띄는 작품도 적고, 라이브 레코딩이 중심이 되어 간다. 1963년에 허비 행콕, 론 카터, 토니 윌리암스가 그룹에 참가하였다. 1964년 7월에 첫 일본 방문을 하게 되고 같은 해 가을에 웨인 쇼터를 맞이해 제2기 퀸텟이 확립되어 1968년 전반까지 이 멤버로 활동하였다. 도중 마일스의 건강 상태의 악화로 휴식이 불가피한 시기가 있었기 때문에, 녹음된 작품은 그다지 많게는 없었지만 《Sorcerer》, 《Nefertiti》 등 뛰어난 앨범을 발표해, 연주면에서도 작곡면에서도 4비트 스타일의 재즈로서는 최고 수준까지 올라가 이 퀸텟은, '황금 퀸텟'이라고 불린다. 마일스 자신도 이 퀸텟을 '위대한 밴드'라고 평가하며 네 사람으로부터 배운 것도 많았다고 말하였다.
1968년, 8비트의 리듬과 일렉트릭 악기를 도입한, 《Miles in the Sky》를 발표하였다. 이러한 시도는 조 자비눌이 밴드에 가입하고, 1969년 《In a Silent Way》 《Bitches Brew》라는 작품으로 결실을 맺는다. 이러한 작품이 70년대 이후의 재즈-락 퓨전 붐의 방향을 제시하였다.

### 1970년대
재즈-락 퓨전(이하 퓨전) 붐으로 밴드의 멤버였던 허비 행콕이나 칙 코리아등이 리더로서 히트작을 연발하였다. 한편, 마일스 자신은 펑크색이 강한, 보다 리듬을 강조한 스타일로 진전하여, 퓨전과는 차별을 두는 하드한 음악을 전개한다. 1972년에 발표된 《On the Corner》는 현재에도 그 진보성이 화제가 되는 문제작이다. 그러나, 이러한 마일스의 음악은 상업적으로는 성공하지 못하고, 더 건강 상태도 한층 더 악화되어, 일본에서의 라이브 녹음 《Agharta》, 《Pangaea》를 마지막으로, 1975년 이후 은퇴선언을 하게 된다.

### 1980년대 이후
1980년에 마커스 밀러 등의 서포트를 받아 활동을 재개한다. 이듬해에 복귀작 《The Man with the Horn》을 발표한다. 1980년대는 팝의 색채를 강하게 하여 마이클 잭슨이나 신디 로퍼 등의 작품을 채택하거나 밴드를 따르게 하지 않고 미리 완성된 트랙 위에 트럼펫을 씌우는 팝스 뮤지션의 제작 스타일을 도입했다.
1991년에는 유작인 《Doo-Bop》에서 힙합 뮤지션인 이지 모 비를 게스트로 맞이해 랩과 재즈를 접목한 힙합 재즈를 선보였으나, 본격적인 인기를 일으키기도 전인 1991년 9월 28일 캘리포니아주 산타모니카에 있는 St. John's Hospital and Health Center에서 사망하였다.

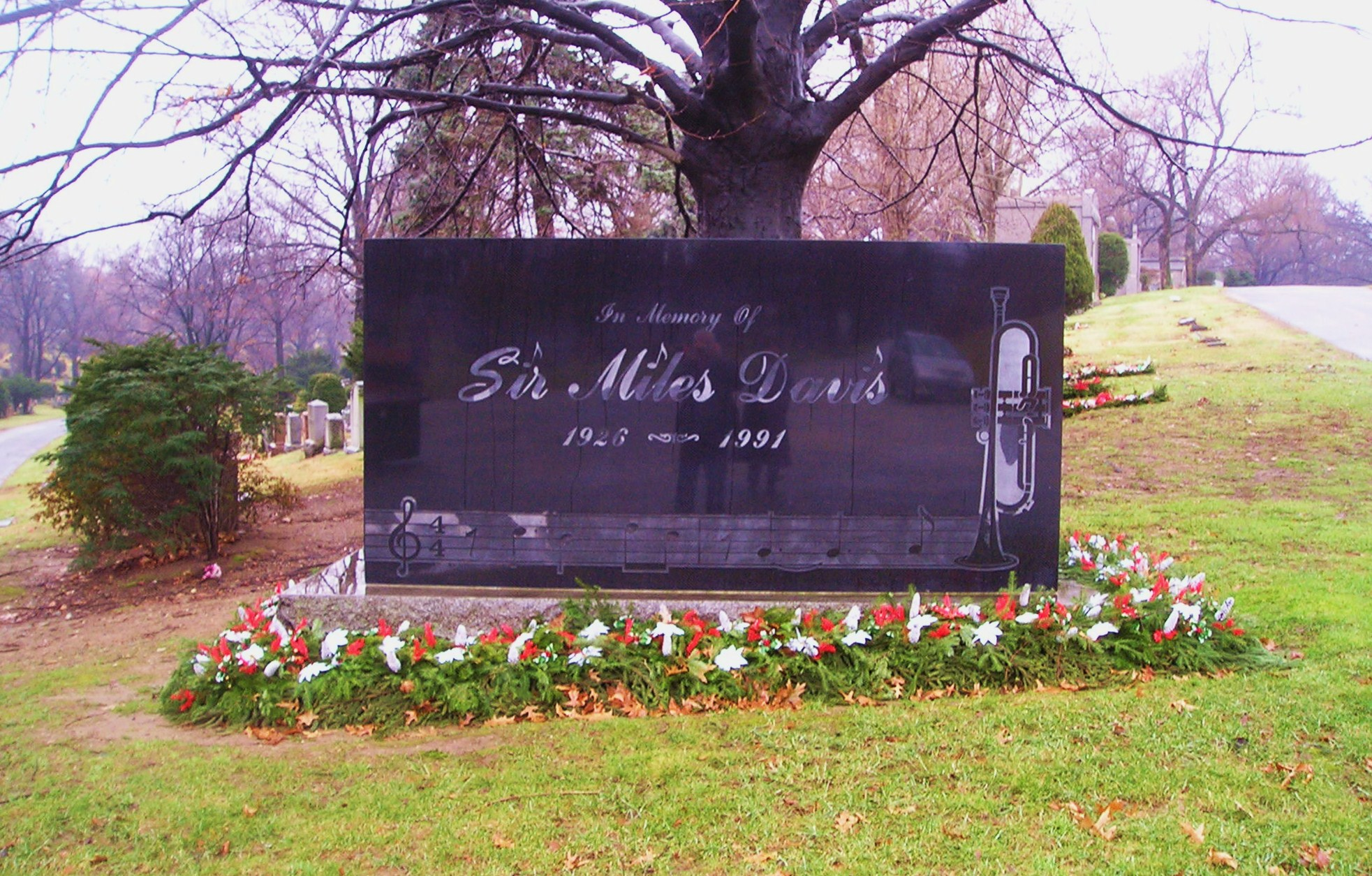
뉴욕 브롱크스에 있는 마일스 데이비스의 묘

## 음악
마일스의 트럼펫 플레이의 대범한 특징은, 뮤트를 사용하되, 비브라토를 쓰지않고, 빠르게 연주하는 등의 테크닉에는 별로 의지하지 않는 것을 볼 수 있다. 또 디지 길레스피 스타일의 하이톤을 피해 중음역이 트럼펫에 대해 가장 아름다운 소리가 나온다는 생각을 갖고 자주 사용했다. 후에는, 쓸데 없는 소리를 일절 내지 않는다고 한 방향성과 연결되어 멤버에게도 그러한 방향성을 암묵적으로 요구했다. 악곡상의 주된 특징은, 초기에는, 테마의 뒤와 각각의 순서에 솔로 연주를 하여, 그 사이 백업으로서 호응하거나 부추기는 일은 있어도, 애드립 연주를 동시에 둘 이상 부딪치지 않고, 그 후, 다시 테마로 돌아와 끝나는 전형적인 재즈 형식을 보인다. 1960년대 이후는, 테마로 돌아오지 않고 끝나는 작품도 볼 수 있다. 또, 1980년대의 무대에서는, 트럼펫 외에 신시사이저를 연주하기도 하였다.
스튜디오 앨범은 수록 시간 관계 상 편집으로 컷 되거나 이어 맞추는 것이 많았지만, 소리를 갈아넣지는 않았다. 무대에서는, 스튜디오 수록의 신작곡이나 최첨단의 소리를 내는 것보다, 그 때의 악기 편성으로 유명한 곡을 연주하는 일이 많았다.
클래식 등의 편곡도 연구해, 쿨 재즈나 그 이후의 완전하게 편곡된 재즈에 대하여 그 성과가 발휘되었다. 특히 그는 찰리 파커 등이 자랑으로 여긴 비밥에 한계를 느껴 교회 선법(mode)을 도입했는데, 이러한 스타일은 앨범 《카인드 오브 블루》을 통해 모달 재즈(modal jazz)의 발단이 되었다. 그 밖에도 블루스, 락, 힙합 등도 도입해 재즈뿐만이 아니라, 여러 가지 장르의 음악에 주목하고 있었다. 지미 헨드릭스나 프린스를 높게 평가하고 있던 이야기는 유명하지만, 지미와의 공동 출연은 비공식인 세션만으로 끝났고, 프린스 작곡의 《제일바이트》 음원은, 지금도 미발표인 상태이다. 또, 《유어 언더 어레스트(You're under arrest)》에서는 스팅이 나레이션으로서 게스트 참가하였고, 마이클 잭슨과 신디 로퍼의 커버도 수록되어 있다.
음악적으로 유연하고 진보적이지만, 프리 재즈 분야에는 손을 대지 않고, 오넷 콜먼을 비판한 적도 있다. 무대에서의 공연에 대하여 관객에게 등을 돌리는 것이 일부에서 비판되었지만, 케니 가렛은 '그는 지휘자이다'고 옹호하였다.

## 인물
마일스는 미국의 인종차별 문제에 항상 비판적이었다. '백인에 의한 미국'에 대한 혐오가 있어 카스트로는 미국을 비판하는 데 3일 걸린다고 했지만, 나라면 일주일 걸린다'는 발언을 하였다. 이것은 인종차별에 대한 그 나름의 분노일 것이다.
따라서 음악성 추구를 위해서 인종을 초월하는 자세를 견지했다. 편곡자로서 마일스가 가장 가까운 친구라 칭하는 길 에번스로부터는 생애에 걸쳐 강한 영향을 받았다. 초기의 명작 《쿨의 탄생》에는 리 코니츠, 게리 멀리건이라는 백인 뮤지션을 기용했다. 제 1기 퀸텟 시대에, 일시적으로 빌 에반스를 밴드 멤버로 맞아들였을 때, 당시 주된 마일스 음악의 청취자였던 아프리카계 미국인 층에서는 많은 비판을 받았지만, 마일스는 '좋은 플레이를 하는 놈이라면, 피부색이 녹색인 놈이라도 고용한다'고 호언했다고 전해진다. 또한 60년대 말의 일렉트릭 음악 도입기는 조 자비눌과 존 맥러플린을 빼고는 생각할 수 없을 정도로 그들의 재능을 평가하고 있었고, 그 후도 칙 코리아와 키스 자렛, 데이브 리브먼 등 많은 백인 멤버가 마일스의 밴드를 거쳐갔다. 피아니스트 케이 아카기는 유일한 동양인으로서 1989년부터 2년간 정식 멤버로서 활약했다.
그는 빠른 물건을 좋아했다. 항상 페라리등의 스포츠카를 타고 돌아다녔다. 그는 (그 자신의 표현을 빌리자면)최고 속도의 스포츠인 복싱을 즐겼다. 이러한 속도에 대한 집착은 차로 이동하면 1시간 만에 가는 곳을, 비행기 타는 것을 고집해 3시간 걸린 것으로도 나타나고 있다.
80년에 복귀한 후에는 그림을 그리는 것에 몰두해, 《스타 피플》의 쟈켓은 스스로 디자인했다.

## 음반 목록
- 1950년 Birth of the Cool
- 1952년 Miles Davis Vol. 1
- 1953년 Miles Davis Vol. 2
- 1954년 Miles Davis And The Modern Jazz Giants
- 1955년 Blue Moods
- 1956년 Workin' with the miles davis quintet
- 1957년 Ascenseur Pour L'echafaud
- 1958년 Porgy And Bess
- 1958년 Milestones
- 1958년 58 Sessions Featuring Stella By Starlight
- 1959년 Kind of Blue
- 1961년 Someday My Prince Will Come
- 1961년 In Person Friday Night At The Blackhawk
- 1963년 Miles Davis In Europe
- 1964년 Four & More
- 1964년 My Funny Valentine
- 1965년 E.S.P
- 1966년 Miles Smiles
- 1967년 Sorcerer
- 1968년 Nefertiti
- 1968년 Filles de Kilimanjaro
- 1969년 In A Silent Way
- 1969년 Bitches Brew
- 1970년 Miles Davis At Fillmore: Live At The Fillmore
- 1971년 A Tribute To Jack Johnson
- 1972년 On the Corner
- 1972년 Big Fun
- 1974년 Dark Magus
- 1974년 Get Up With It
- 1977년 Sketches of Spain
- 1981년 Man With The Horn
- 1984년 Decoy
- 1985년 Aura
- 1987년 Walkin'
- 1989년 Ballads
- 1991년 Blue Haze
- 1992년 Doo-Bop
- 1996년 Ballads & Blues
- 1996년 Live Around The World
- 1997년 Quiet Nights
- 1997년 Miles Ahead
- 1997년 The Best of Miles Davis & Gil Evans
- 1998년 Miles In The Sky
- 1998년 Jazz Profile
- 1998년 Complete Birth Of The Cool
- 1999년 Love Songs
- 2000년 Kern Burns Jazz
- 2001년 Time After Time
- 2001년 Super Hits
- 2001년 The Essential
- 2001년 Bag's Groove
- 2002년 Bye Bye Blackbird
- 2003년 The Blue Note & Capitol Recordings
- 2003년 Essential
- 2003년 Best Of Miles Davis
- 2003년 Plays For Lovers
- 2003년 Complete Jack Johnson Sessions
- 2003년 Love Songs 2
- 2004년 Birdland 1951
- 2004년 Jazz Moods: Cool
- 2004년 The Complete Bitches Brew Sessions
- 2004년 The Very Best Of Miles Davis
- 2005년 The Best Of Seven Steps
- 2005년 Miles In Tokyo
- 2005년 Seven Steps To Heaven
- 2005년 The Very Best
- 2005년 Miles In Berlin
- 2005년 The Cellar Door Sessions 1970
- 2005년 Prestige Profiles
- 2006년 Cool & Collected
- 2007년 Plus 3
- 2007년 Original Album Classics
- 2007년 Collector’s Items [2-fer]
- 2008년 Beautiful Ballads & Love Songs
- 2008년 The World Of Miles Davis

## 출연 작품
- 1988년 스크루지 - 거리 음악가 역
- 1991년 딩고 - 빌리 크로스 역
- 2005년 캠프학살 - 루벤 역